# Мексиканский рис
Мексиканский рис (англ. Mexican rice, исп. Arroz Mexicano), иногда называемый испанским рисом или красным рисом в техасско-мексиканской кухне), также по-испански известный как arroz a la mexicana ("рис по-мексикански"), или arroz rojo ("красный рис"), представляет собой мексиканский гарнир, приготовленный из белого риса, помидоров, чеснока, лука и других ингредиентов. Мексиканский рис почти всегда едят в качестве дополнения к другим блюдам, таким как моле, пережаренные бобы, курица-гриль, карне асадо, пикадильо, тако, жареная рыба, жареный цыпленок, чили релленос или овощной суп.
Рис по-мексикански особенно популярен в центральной и северной Мексике и на юго-западе США. Его едят круглый год, и это одно из самых распространенных блюд мексиканской кухни.

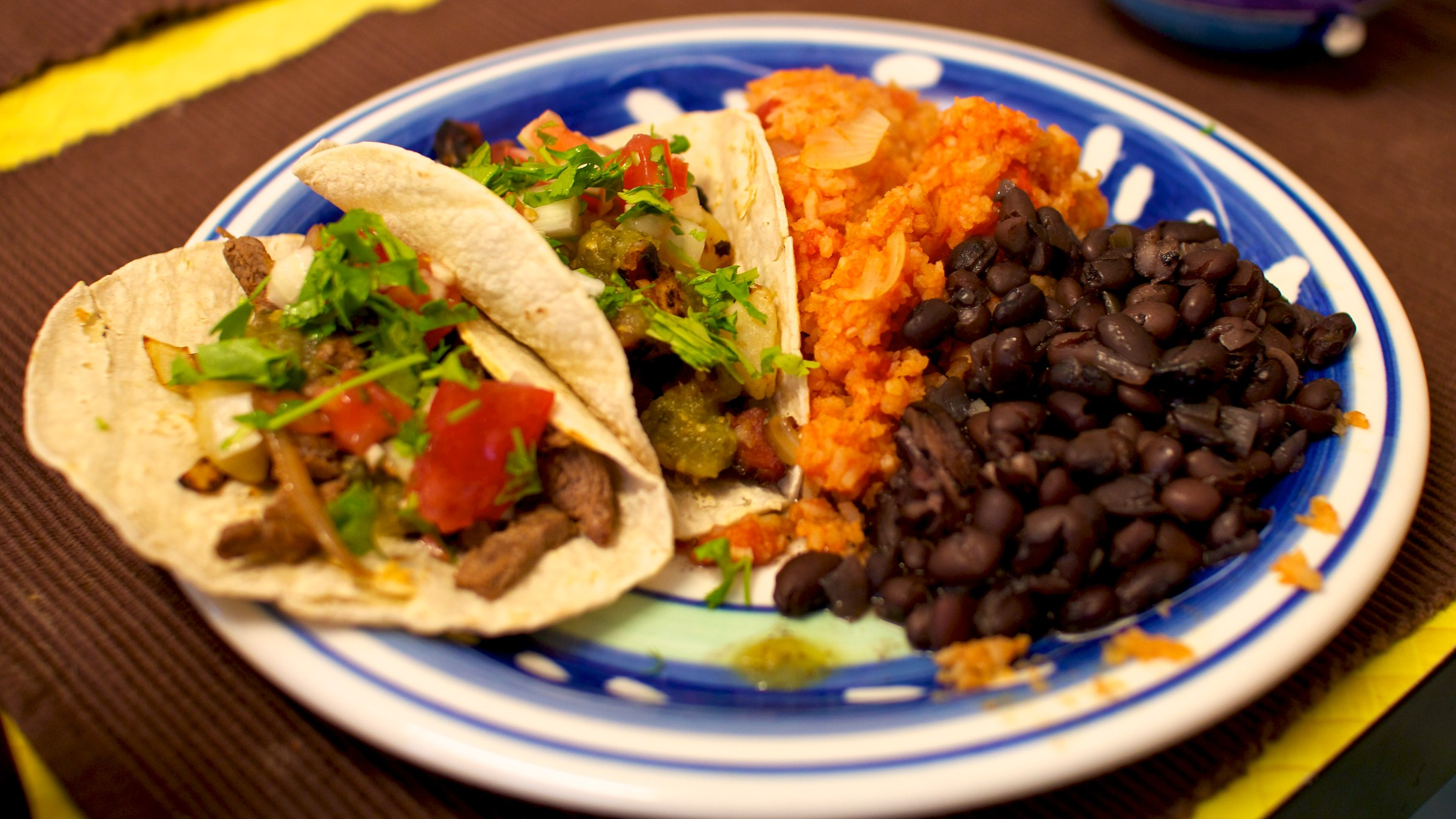
Такос, мексиканский рис и бобы

## Приготовление
Мексиканский рис готовится путем промывки и недолгого замачивания среднего белого риса, а затем поджаривания риса в тяжелой кастрюле с жиром, таким как сало или растительное масло. После того, как зерна риса станут золотистыми и прозрачными, помидоры, лук и чеснок смешивают с куриным либо с овощным бульоном, или с разведённым бульонным кубиком, чтобы приготовить соус, который добавляют к поджаренным рисовым зёрнам. Смесь доводится до кипения, перемешивается и готовится под крышкой 15–20 минут, пока рис не впитает всю жидкость и не станет мягким. Также сырой рис иногда добавляют непосредственно к обжаренным овощам и продолжают готовить.
Если мексиканский рис включает в себя нарезанные овощи, такие как морковь, кукуруза или горох, их обычно добавляют, когда рис поджаривается в масле, перед добавлением томатного соуса или бульона, чтобы они стали мягкими и хорошо приготовленными. Их можно приправить солью, кориандром и/или молотым тмином. Что касается специй и трав, можно добавить петрушку, чтобы придать немного цвета, но это не сильно меняет вкус. Кинза придает уникальный вкус и может быть заменена петрушкой или добавлена в качестве дополнительной свежей зелени. В смесь томатного соуса для вкуса можно добавить тмин, орегано, кайенский перец и перец чили.

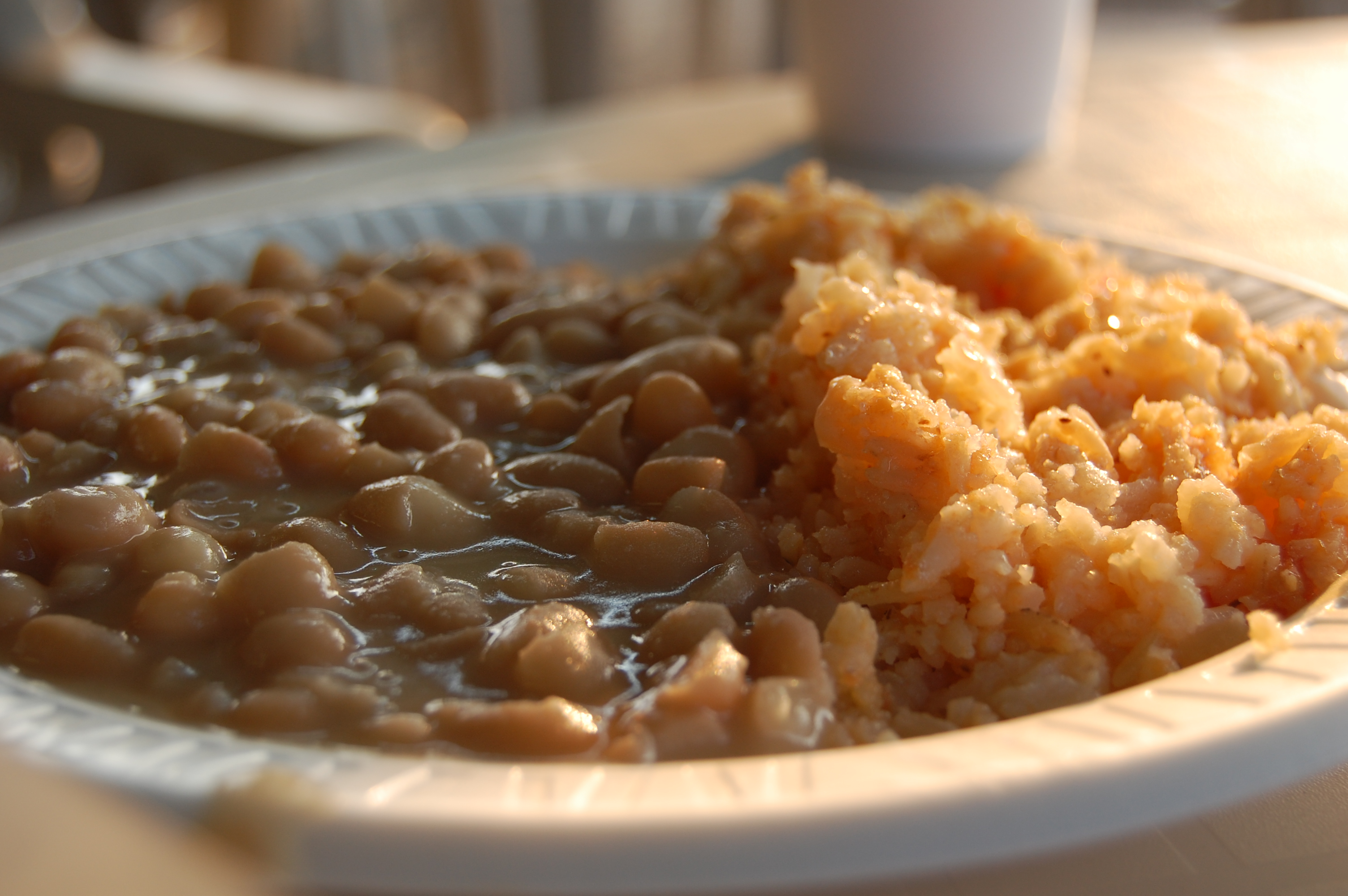
Бобы и мексиканский рис

## Название и этимология
Блюдо чаще всего называют арроз рохо (arroz rojo) в Мексике (в английском языке иногда используется прямой перевод «красный рис»).
Термин «испанский рис» иногда используется в контексте техасско-мексиканской кухни, но не используется мексиканцами или испанцами, поскольку этот рецепт не является частью испанской кухни, хотя его можно считать упрощенной версией испанской паэльи валенсиана (с помидорами, а не шафраном, куркумой или календулой, и, таким образом, имеет красный, а не желтый цвет).
Было высказано предположение, что название «испанский рис» было дано потому, что мексиканцы говорят по-испански и готовят это блюдо из риса, поэтому в название был включен язык страны.